# Dodonaea lagunensis
Dodonaea lagunensis är en kinesträdsväxtart som beskrevs av Marcus Eugene Jones. Dodonaea lagunensis ingår i släktet Dodonaea och familjen kinesträdsväxter. Inga underarter finns listade i Catalogue of Life.